# Marktmissbrauchsrichtlinie
Die Marktmissbrauchsrichtlinie, Langname Richtlinie 2014/57/EU des Europäischen Parlaments und des Rates vom 16. April 2014 über strafrechtliche Sanktionen bei Marktmanipulation – Marktmissbrauchsrichtlinie (Abkürzung MMR, englische Abkürzung MAD für Market Abuse Directive) ist eine Richtlinie nach Art. 83 Abs. 2 AEUV zur Angleichung bestimmter strafrechtlicher Rechtsvorschriften in den EU-Mitgliedstaaten.
Sie geht wie die Marktmissbrauchsverordnung (MMVO) auf Empfehlungen des De-Larosière-Berichts zurück.

## Entstehungsgeschichte
Mit der Richtlinie 2003/6/EG des Europäischen Parlaments und des Rates wurde der Rechtsrahmen der Union zum Schutz der Marktintegrität vervollständigt und aktualisiert. Gemäß dieser Richtlinie mussten die Mitgliedstaaten sicherstellen, dass die zuständigen Behörden über die für die Aufdeckung und Untersuchung von Marktmissbrauch erforderlichen Befugnisse verfügen. Unbeschadet des Rechts der Mitgliedstaaten zur Verhängung strafrechtlicher Sanktionen mussten die Mitgliedstaaten dafür sorgen, dass gegen die für Verstöße gegen die nationalen Vorschriften zur Umsetzung der Richtlinie verantwortlichen Personen Verwaltungsmaßnahmen getroffen oder verwaltungsrechtliche Sanktionen (Geldbußen) verhängt werden konnten.
Die Einführung verwaltungsrechtlicher Sanktionen durch die Mitgliedstaaten hatte sich jedoch nicht als ausreichend erwiesen, um die Einhaltung der Vorschriften zur Verhinderung und Bekämpfung von Marktmissbrauch sicherzustellen. Die Marktmissbrauchsrichtlinie soll daher die Einhaltung der Vorschriften über Marktmissbrauch durch die Einführung von strafrechtlichen Sanktionen unterstützen, die die gesellschaftliche Missbilligung in stärkerer Weise deutlich machen als verwaltungsrechtliche Sanktionen.

## Inhalt
Während die Marktmissbrauchsverordnung verbotene Insidergeschäfte, die unrechtmäßige Offenlegung von Insiderinformationen und Marktmanipulationen EU-weit einheitlich und verbindlich definiert, enthält die Marktmissbrauchrichtlinie Mindestvorschriften für strafrechtliche Sanktionen bei Verstößen. Die Mitgliedstaaten sollen die erforderlichen gesetzlichen Regelungen schaffen, um sicherzustellen, dass Insidergeschäfte, die Empfehlung an Dritte oder die Anstiftung Dritter zum Tätigen von Insidergeschäften zumindest in schwerwiegenden Fällen und bei Vorliegen von Vorsatz nicht nur als Ordnungswidrigkeit, sondern als Straftat verfolgt werden.

## Umsetzung
Mit dem Ersten Finanzmarktnovellierungsgesetz – 1. FiMaNoG vom 30. Juni 2016, in Kraft getreten am 2. Juli 2016 wurde die Marktmissbrauchsrichtlinie in deutsches Recht umgesetzt. Geändert wurden das Wertpapierhandelsgesetz, das Kreditwesengesetz und das Börsengesetz.